# Allan Eriksson (diskuskastare)
Allan Oskar Eriksson, född 21 mars 1894 i Grängesberg, död 20 februari 1963 i Ulricehamn, var en svensk diskuskastare. Han tävlade för IFK Grängesberg, Katrineholms AIK, Mariestads IF, Mariestads AIF, IF Elfsborg och Ulricehamns IF. Han var även amatörtränare i dessa klubbar.
Han livnärde sig civilt som affärsman i Ulricehamn.

## Främsta meriter
- Sexa i diskuskastning vid OS i Antwerpen 1920.
- Den siste svenske rekordhållaren i diskuskastning (sammanlagt), rekordet satt 1925.
- Tre svenska mästerskap i diskus (sammanlagt).

## Karriär (diskuskastning)
Vid OS i Antwerpen 1920 var Allan Eriksson med i diskuskastning och blev sexa med ett kast på 39,41. 
Åren 1923-25 vann Allan Eriksson svenska mästerskapet i diskus (sammanlagt), med resultaten 82,06, 79,98 resp 81,68. Detta var de sista gångerna som det tävlades i SM i denna gren.
År 1923 vann han diskus i både triangellandskampen mot Norge och Danmark och landskampen mot Frankrike.
År 1925 slog han dessutom Oskar Zallhagens svenska rekord från 1917 i diskuskastning (sammanlagt) genom att förbättra rekordet från 83,46 till 84,50 (43,68 + 40,82). Han blev därmed den siste svenske rekordhållaren i denna variant av diskuskastning. Fortsättningsvis tävlades endast i bästa-hand-varianten.
Allan Eriksson blev retroaktivt Stor Grabb nummer 52 år 1928.